# Micromia infantilis
Micromia infantilis är en fjärilsart som beskrevs av W. Warren 1907. Micromia infantilis ingår i släktet Micromia och familjen mätare. Inga underarter finns listade i Catalogue of Life.